# Казахский научно-исследовательский институт картофелеводства и овощеводства
Казахский научно-исследовательский институт картофелеводства и овощеводства (КазНИИКО) (англ. Kazakh Research Institute of Potato and Vegetable Growing каз. Қазақ картоп және көкөніс шаруашылығы ғылыми-зерттеу институты) — республиканский научный центр по картофелеводству, овощеводству и бахчеводству, который координирует деятельность 11 научных учреждений Республики Казахстан по данным отраслям .

## История становления
1945 год — *Образован Алма-Атинская овоще-картофельная опытная станция Казахского института земледелия им. В. Р. Вильямса (нынешный — Казахский научно-исследовательский институт земледелия и растениеводства) .
*4 декабря 1945 года только был издан приказ и назначен директор, но научно-исследовательская деятельность началась в 1946 году
1956 год — Объединён с Экспериментальной базой Казахского филиала Всесоюзной академии сельскохозяйственных наук имени В. И. Ленина (ВАСХНИЛ) и стал организацией республиканского масштаба.
1959 год — Переименован в Республиканскую опытную станцию картофельного и овощного хозяйства Академии сельскохозяйственных наук Казахской ССР.
1969 год — Преобразован в Казахский НИИ картофельного и овощного хозяйства (КазНИИКОХ) .
1999 год — В соответствии с постановлением Правительства Республика Казахстан от 20 июля 1999 года № 1017 преобразован в республиканское государственное казенное предприятие «Научно-исследовательский институт картофельного и овощного хозяйства» Министерства науки и высшего образования РК (РГКП «НИИКОХ» МОН РК) .
2002 год — Переименован в Республиканский государственный коммунальный предприятие «Казахский научно-исследовательский институт картофельного и овощного хозяйства» (РГКП «КазНИИКОХ»).
2003 год — Реорганизован в филиал «Научно-исследовательский институт картофельного и овощного хозяйства» (НИИКОХ) Республиканский государственный предприятие «Научно-производственный центр земледелия и растениеводства» (РГП «НПЦЗР»).
[2006 год — Переименован в Дочерное государственное предприятие «Исследовательский центр картофельного и овощного хозяйства» (ДГП «ИЦКОХ») .
2007 год — В соответствии с Постановлением Правительства Республики Казахстан от 22 мая 2007 года № 409 и решением Совета директоров Акционерного общества (АО) «КазАгроИнновация» преобразован в Товарищество с ограниченной ответственности «Научно-исследовательский институт картофеля и овощебахчевых культур» (ТОО «НИИКОБК») .
2008 год — Перерегистрирован на Товарищество с ограниченной ответственности «Казахский научно-исследовательский институт картофелеводства и овощеводства» (ТОО «КазНИИКО») .

## Структурные подразделения
В разные структурные разделения института работают 167 сотрудников, в том числе 4 доктора и 12 кандидатов сельскохозяйственных наук, 4 доктор PhD, 27 магистров наук.

### Советы
- Учёный совет
- Координационный совет
- Совет молодых учёных

### Научные отделы
- Отдел селекции картофеля
- Отдел семеноводства картофеля
- Отдел селекции овоще-бахчевых культур
- Отдел технология возделывания и семеноводства овощных культур
- Отдел научно-технической информации и патентоведения
- Отдел аналитики, консалтинга и коммерциализации

### Научные лаборатории
- Лаборатория генофонда овощебахчевых растений
- Лаборатория генофонда картофеля
- Лаборатория биотехнологии
- Лаборатория иммунитета растений
- Лаборатория массовых анализов
- Лаборатория переработки
- Лаборатория агрохимии

### Другие подразделения
- Административно-хозяйственный отдел
- Производственный отдел
- Отдел бухгалтерского учёта и финансового планирования
- Сектор внедрения научных разработок и консультационных услуг

## Генофонд, селекция и семеноводства
КазНИИКО имеет разнообразный генофонд овощебахчевых культур и картофеля. На 1-квартал 2016 года коллекции генофонда овощебахчевых культур составляют 12000 образцов 157 видов овощных культур из 100 стран мира. В то же время генофонд картофеля составляет 2100 образцов мировой коллекции из 40 стран мира .
Селекционно-семеноводческие исследования в Казахском НИИ картофелеводства и овощеводства проводятся по 25 видам культур: картофель, лук репчатый, лук шалот, чеснок, томат (для открытого и защищенного грунта), капуста белокочанная, перец сладкий, перец острый, баклажан, огурец (для открытого и защищенного грунта), тыква, кабачок, столовая морковь, столовая свекла, укроп, редис, зеленные и бобовые овощи, салат, арбуз и дыня.
В настоящее время в "Государственный реестр селекционных достижений, допущенных к использованию в Республике Казахстан»  включено более 160 отечественных селекционных достижений картофеля и овощебахчевых культур, в том числе 143 сорта и гибриды КазНИИКО, в том числе:
- картофеля — 38;
- лука репчатого — 11;
- лук-шалота — 2;
- чеснока — 6;
- томата для открытого грунта — 12;
- томата для защищенного грунта — 11;
- перца сладкого — 4;
- перца горького — 2;
- баклажана — 1;
- огурца для защищенного грунта — 3;
- огурца для открытого грунта — 9;
- тыквы — 3;
- арбуза — 9;
- дыни — 13;
- кабачка-цуккини — 2;
- патиссона — 1;
- капусты белокочанной — 2;
- моркови — 2;
- столовой свёклы — 2;
- редиса — 1;
- укропа — 1;
- сельдерея — 1;
- салата — 1;
- базилика — 1;
- овощной фасоли — 1;
- овощного маша — 1;
- овощной сои — 1;
- сахарного гороха — 1.

КазНИИКО имеет следующие статусы по семеноводству:
- производитель оригинальных семян картофеля и овощебахчевых культур;
- производитель элитных семян картофеля и овощебахчевых культур;
- производитель семян I-II репродукции по картофелю и овощебахчевым культурам.

Разработаны и усовершенствованы: прогрессивные водосберегающие технологии орошения картофеля и овощных культур ; разные овощные и картофельные севообороты, системы применения удобрений и средств защиты растений против вредных организмов; технологии семеноводства двулетних овощных культур для семеноводческих хозяйств беспересадочные; приемы сохранения и воспроизводства плодородия почв в орошаемом овощеводстве ; технологии возделывания по всем основным видам овощных культур. В настоящее время разрабатывается «зеленое овощеводство».

## Научное сотрудничество
Институт сотрудничает с научными центрами и учреждениями Российской Федерации, Болгарии, Южной Кореи, Китайской Народной Республики, Республики Беларусь, Украины, Азербайджана, Кыргызстана и международными организациями — CIP (Международный центр по картофелю), AVRDC-WVC, ICARDA и университетами США.
На основе сотрудничества с AVRDC (Всемирный центр овощеводства) создано 17 новых сортов овощных культур. На основе сотрудничества с CIP (Международный центр по картофелю) создано 7 новых сортов картофеля. На основе сотрудничества с ВИP и другими НИУ значительно пополнен и расширен генофонд картофеля и овощебахчевых культур.

## Научные школы
В КазНИИКО существуют 3 крупных научных школ, в т.ч. школа по селекции и семеноводству картофеля, существует около 50 лет, 5 докторов наук, 5 кандидатов наук, 1 PhD-доктор и 7 магистров наук магистров наук, здесь создано более 70 сортов картофеля, ежегодно производятся до 1000 т семян картофеля высших репродукций; школа по селекции овощных культур, существует более 40 лет, 2 доктора наук, 10 кандидатов наук и 8 магистров наук, здесь создано более 100 сортов овощных культур по 20 видам; школа технология возделывания овощных культур — 4 доктора наук, 7 кандидатов наук, 4 PhD-доктора и 9 магистров наук.

## Научная библиотека и охраняемые документы
Общий фонд научной библиотеки института составляет 72 тыс. экз.
За годы существования института издано более 100 книг и сборников научных трудов, более 250 брошюр и рекомендаций. Многотысячные научные статьи ученых опубликованы в различных изданиях в стране и за рубежом.
КазНИИКО имеет 194 охраняемых объектов. Получено более 200 охранных документов на научные разработки (авторские свидетельства, патенты на селекционные достижения и на полезные модели, инновационные патенты) .

## Руководители института (организации)
— 1945—1948 гг. — Нугманов С.Н. (Алма-Атинская овоще-картофельная опытная станция)
— 1948—1954 гг. — Чагиров Б.Ч. (Алма-Атинская овоще-картофельная опытная станция)
— 1954—1955 гг. — Эренбург П.М. (Алма-Атинская овоще-картофельная опытная станция)
— 1956—1989 гг. — Бобров Л.Г. (до 1959 г. — Алма-Атинская овоще-картофельная опытная станция; с 1959 до 1969 г. — Республиканская опытная станция картофельного и овощного хозяйства; с 1969 г. — Казахский НИИ картофельного и овощного хозяйства)
— 1989—2003 гг. — Бабаев С.А. (Казахский НИИ картофельного и овощного хозяйства).
— 2003—2004 гг. — Кененбаев С.Б. (Научно-исследовательский институт картофельного и овощного хозяйства).
— 2004 г. — до н.в. Айтбаев Т.Е..

## Внешние ссылки
- Сайт КазНИИКО